# アンテニャーテ
アンテニャーテ（伊: Antegnate  ( 音声ファイル)）は、イタリア共和国ロンバルディア州ベルガモ県にある、人口約3,100人の基礎自治体（コムーネ）。

## 地理

### 位置・広がり
ベルガモ県南部のコムーネ。県都ベルガモから南南東へ25km、州都ミラノから東へ47kmの距離にある。

#### 隣接コムーネ
隣接するコムーネは以下の通り。
- バルバータ
- カルチョ
- コーヴォ
- フォンタネッラ

### 地震分類
イタリアの地震リスク階級 (it) では、3 に分類される
。